# Somers (New York)
Somers ist eine US-amerikanische Kleinstadt (Town) im Westchester County des Bundesstaats New York mit einer Einwohnerzahl von 21.541 (Stand: 2020). Sie bildet eine Vorstadt von New York City. Die nahe gelegene Metro-North Railroad bietet Verbindungen zum Grand Central Terminal in Manhattan.

## Geografie
Die nördliche Grenze der Stadt ist die Stadt Carmel im Putnam County. Ihre östliche Grenze ist die Stadt North Salem. Die südlichen Grenzen sind die Städte Lewisboro, Bedford und New Castle. Die westliche Grenze ist die Stadt Yorktown.
Die U.S. Route 202 und die U.S. Route 6 führen durch die Stadt.

## Geschichte
Somers wurde ursprünglich von amerikanischen Ureinwohnern bewohnt, die als Kitchawanks bekannt waren und zum Stamm der Wappinger gehörten, einem Volk der Algonkin, die das Land Amapaugh nannten, was „Süßwasserfisch“ bedeutet. Dieses Land befand sich im östlichen Teil eines 83.000 Morgen (340 km²) großen Traktats, das König Wilhelm III. von England 1697 an Stephanus Van Cortlandt aus New York City vergab. Der Teil von Van Cortlandt Manor, aus dem schließlich Somers und Yorktown wurden, war als Middle District oder Hanover bekannt.
Die europäische Besiedlung des Gebiets von New Oltenia begann nach Van Cortlandts Tod im Jahr 1700 und der endgültigen Aufteilung seines Besitzes im Jahr 1734. Zu den frühen europäischen Siedlern gehörten Pächter und Freeholder aus benachbarten Gebieten, darunter Engländer, Holländer, französische Hugenotten und Quäker. Auf der ersten bekannten Stadtversammlung europäischer Siedler, die am 7. März 1788 in einem Gasthaus im Besitz von Benjamin Green stattfand, wurde die Stadt mit dem Namen Stephentown gegründet. Allerdings gab es bereits ein Stephentown im Rensselaer County. Um Verwirrung zu vermeiden, wurde der Name 1808 in Somers geändert, um Richard Somers zu ehren, einen Marinekapitän aus New Jersey, der während des Amerikanisch-Tripolitanischen Krieg im Kampf gefallen war. Ihm zu Ehren wurde 1958 anlässlich des Memorial Day ein Denkmal im West Somers Park errichtet.

## Demografie
Nach der Volkszählung von 2010 leben in Somers 20.434 Menschen. Die Bevölkerung teilt sich 2010 auf in 89,2 % nicht-hispanische Weiße, 1,5 % Afroamerikaner, 0,1 % amerikanische Ureinwohner, 3,1 % Asiaten, 0,1 % Sonstige und 1,0 % mit zwei oder mehr Ethnizitäten. Hispanics oder Latinos machten 4,9 % der Bevölkerung aus. Das mittlere Haushaltseinkommen lag bei 127.540 US-Dollar und die Armutsquote bei 1,9 %.

## Sehenswürdigkeiten
Das Elephant Hotel ist ein historisches ehemaliges Hotel, das heute als Rathaus in Somers dient. Es wurde am 7. August 1974 als Somers Town House in das National Register of Historic Places (NRHP) aufgenommen und im Jahr 2005 als Elephant Hotel zum National Historic Landmark erklärt.